# La Matanza (partido)
La Matanza (Partido de La Matanza) is een gemeente (partido) in de Argentijnse provincie Buenos Aires. Bij de volkstelling van 2022 had La Matanza 1.841.247 inwoners. Het is, na de hoofdstad, de grootste gemeente in de agglomeratie Gran Buenos Aires.

## Plaatsen in partido La Matanza
- Aldo Bonzi
- Ciudad Evita
- González Catán
- Gregorio de Laferrere
- Isidro Casanova
- La Tablada
- Lomas del Mirador
- Rafael Castillo
- Ramos Mejía
- San Justo
- Tapiales
- Veinte de Junio
- Villa Celina
- Villa Eduardo Madero
- Villa Luzuriaga
- Virrey del Pino

## Geboren in La Matanza
- Milton Delgado (2005), voetballer